# 郭冠杰

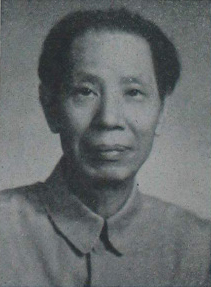
郭冠杰近照

郭冠杰（1882年—1951年10月12日），广东嘉应州人，中国农工民主党创始人之一。

## 生平
郭冠杰于1907年跟随堂兄郭典三前往广州，后考入广东陆军小学第四期。1908年加入同盟会，1911年参加了潮汕起义。后入广东陆军速成学校步兵科学习。1916年因“有功民国”被派往日本留学，并于1920年毕业于早稻田大学政治经济科。此后又赴法国，在里昂大学法律研究院研究经济学，期间与黄枯桐等人组建国民党里昂支部。1925年回国后，曾任教于广东大学、北京大学、北平女子学院、辅仁大学等校，并担任过北伐军总司令部政治部总务科科长、北平陆军大学政治教官等职。1930年出任中国国民党临时行动委员会中央干事。1933年曾参加福建事变，并任中华共和国人民革命政府文化委员会委员、延建省副省长。闽变失败后逃往香港。1935年国民党临时行动委员会更名为“中华民族解放行动委员会”后出任总务委员会书记。抗日战争期间曾任张发奎私人顾问。抗战结束后移居香港。中华人民共和国成立后，担任过第一届全国政协委员、中国农工民主党中央执行委员、政务院政治法律委员会委员等职。1951年在北京协和医院逝世。